# Референдумы в Швейцарии (1979)
Референдумы в Швейцарии проходили 18 февраля и 20 мая 1979 года. В феврале проходили референдумы по снижению избирательного возраста до 18 лет (отклонён), по народным инициативам «о стимулировании пешеходных дорожек и туристических троп» (одобрен), «против рекламы продуктов, вызывающих зависимость» (отклонён), «за обеспечение прав народа и безопасности местоположений атомных реакторов» (отклонён). В мае прошли референдумы по налогу на продажу и прямому федеральному налогу (отклонён) и по федеральной резолюции о законе о атомной энергетике (одобрен).

## Результаты

### Февраль: Снижение избирательного возраста до 18 лет
| Выбор                                | Общее голосование | Общее голосование | Кантоны | Кантоны | Кантоны |
| Выбор                                | Голосов           | %                 | Полных  | Полу-   | Всего   |
| ------------------------------------ | ----------------- | ----------------- | ------- | ------- | ------- |
| За                                   | 934 073           | 49,2              | 8       | 2       | 9       |
| Против                               | 964 749           | 50 8              | 12      | 4       | 14      |
| Пустых бюллетеней                    | 17 641            | –                 | –       | –       | –       |
| Недействительных бюллетеней          | 1 259             | –                 | –       | –       | –       |
| Всего                                | 1 917 722         | 100               | 20      | 6       | 23      |
| Зарегистрированных избирателей/ Явка | 3 867 603         | 49,6              | –       | –       | –       |
| Источник: Nohlen & Stöver            |                   |                   |         |         |         |

### Февраль: Инициатива по пешеходным и прогулочным тропам
| Выбор                                | Общее голосование | Общее голосование | Кантоны | Кантоны | Кантоны |
| Выбор                                | Голосов           | %                 | Полных  | Полу-   | Всего   |
| ------------------------------------ | ----------------- | ----------------- | ------- | ------- | ------- |
| За                                   | 1 467 357         | 77,6              | 19      | 6       | 22      |
| Против                               | 424 058           | 22,4              | 1       | 0       | 1       |
| Пустых бюллетеней                    | 23 651            | –                 | –       | –       | –       |
| Недействительных бюллетеней          | 1 463             | –                 | –       | –       | –       |
| Всего                                | 1 916 529         | 100               | 20      | 6       | 23      |
| Зарегистрированных избирателей/ Явка | 3 867 603         | 49,6              | –       | –       | –       |
| Источник: Nohlen & Stöver            |                   |                   |         |         |         |

### Февраль: Инициатива против рекламы наркотических веществ
| Выбор                                | Общее голосование | Общее голосование | Кантоны | Кантоны | Кантоны |
| Выбор                                | Голосов           | %                 | Полных  | Полу-   | Всего   |
| ------------------------------------ | ----------------- | ----------------- | ------- | ------- | ------- |
| За                                   | 773 485           | 41,0              | 0       | 1       | 0.5     |
| Против                               | 1 115 116         | 59,0              | 20      | 5       | 22,5    |
| Пустых бюллетеней                    | 26 247            | –                 | –       | –       | –       |
| Недействительных бюллетеней          | 1 697             | –                 | –       | –       | –       |
| Всего                                | 1 916 545         | 100               | 20      | 6       | 23      |
| Зарегистрированных избирателей/ Явка | 3 867 603         | 49,6              | –       | –       | –       |
| Источник: Nohlen & Stöver            |                   |                   |         |         |         |

### Февраль: Инициатива за народные права и безопасное расположение атомных электростанций
| Выбор                                | Общее голосование | Общее голосование | Кантоны | Кантоны | Кантоны |
| Выбор                                | Голосов           | %                 | Полных  | Полу-   | Всего   |
| ------------------------------------ | ----------------- | ----------------- | ------- | ------- | ------- |
| За                                   | 920 480           | 48,8              | 8       | 2       | 9       |
| Против                               | 965 927           | 51,2              | 12      | 4       | 14      |
| Пустых бюллетеней                    | 29 400            | –                 | –       | –       | –       |
| Недействительных бюллетеней          | 1 755             | –                 | –       | –       | –       |
| Всего                                | 1 917 562         | 100               | 20      | 6       | 23      |
| Зарегистрированных избирателей/ Явка | 3 867 603         | 49,6              | –       | –       | –       |
| Источник: Nohlen & Stöver            |                   |                   |         |         |         |

### Май: Изменения прямого налога и налога на продажи
| Выбор                                | Общее голосование | Общее голосование | Кантоны | Кантоны | Кантоны |
| Выбор                                | Голосов           | %                 | Полных  | Полу-   | Всего   |
| ------------------------------------ | ----------------- | ----------------- | ------- | ------- | ------- |
| За                                   | 496 882           | 34,6              | 0       | 0       | 0       |
| Против                               | 939 533           | 65,4              | 20      | 6       | 23      |
| Пустых бюллетеней                    | 21 817            | –                 | –       | –       | –       |
| Недействительных бюллетеней          | 1 690             | –                 | –       | –       | –       |
| Всего                                | 1 459 922         | 100               | 20      | 6       | 23      |
| Зарегистрированных избирателей/ Явка | 3 876 719         | 37,7              | –       | –       | –       |
| Источник: Nohlen & Stöver            |                   |                   |         |         |         |

### Май: Закон об атомной энергетике
| Выбор                                | Голосов   | %    |
| ------------------------------------ | --------- | ---- |
| За                                   | 982 634   | 68,9 |
| Против                               | 444 422   | 31,1 |
| Пустых бюллетеней                    | 30 169    | –    |
| Недействительных бюллетеней          | 1 930     | –    |
| Всего                                | 1 459 155 | 100  |
| Зарегистрированных избирателей/ Явка | 3 876 719 | 37,6 |
| Источник: Nohlen & Stöver            |           |      |